# Sándor Kocsis
Sándor Kocsis Péter (født 21. september 1929 i Budapest, død 22. juli 1979 i Barcelona) var en ungarsk fodboldspiller, som i sin karriere spillede for Ferencváros TC, Budapest Honvéd, Young Fellows Zürich, FC Barcelona og det ungarske landshold. 

## Karriere

### Klubber
Kocsis indledte sin karriere i Ferencváros lige efter afslutningen af anden verdenskrig. I 1950 skiftede han til Budapest Honvéd, og her blev han den mest scorende i alle ligaer i Europa, med et gennemsnit på 1,1 mål/kamp.
Han var med til at vinde det ungarske mesterskab fire gange: 1949, 1950, 1952 og 1955.
Efter den ungarske revolution i 1956 flyttede Kocsis først til Schweiz og siden til Spanien. Her blev han en vigtig spiller på FC Barcelona-holdet og var med til at blive spansk mester i 1959 og 1960. I Barcelona fik han tilnavnet "Golden head" på grund af sine evner i hovedspillet. Han spillede i alt 240 kampe for Barcelona og scorede her 164 mål, og han var med til at vinde to spanske mesterskaber og to spanske pokaltitler.
Kocsis trak sig tilbage fra fodbold i 1965.

### Landshold
Kocsis debuterede på det ungarske landshold i 1948 i en kamp mod Rumænien, som Ungarn vandt 9-0, hvoraf Kocsis scorede to mål. Han blev hurtig en fast mand på holdet og nåede i alt 63 landskampe, inden han flyttede til Spanien og ikke længere kunne spille landsholdsfodbold. I sine landskampe scorede han i alt 69 mål.
Han var blandt andet med til OL 1952 i Helsinki, hvor Ungarn først vandt over Rumænien og dermed kvalificerede sig til hovedturneringen. Efter sejr over Italien i første runde og over Tyrkiet i kvartfinalen blev det til sikker sejr over Sverige i semifinalen med 6-0, og i finalen mod Jugoslavien blev det til sejr på 2-0 og dermed guldmedaljer. Kocsis spillede alle kampene og scorede i alt seks mål.
OL-guldet blev for alvor begyndelsen på den ungarske fodbolds storhedstid  og blev blandt andet fulgt op med meriterende sejr over England på 6-3 på Wembley i 1953. Ved VM i 1954 stillede Ungarn med stort set samme hold og var regnet som favoritter. Holdet spillede sig da også ret problemfrit til finalen, skønt semifinalen mod Uruguay måtte ud i forlænget spilletid, hvor Kocsis scorede to mål, der sikrede holdet finaleplads mod Tyskland. Her blev det undertippede tyske hold, der havde tabt med hele 8-3 til Ungarn i indledende runde, højst overraskende sejrherrer med 3-2 i det, der siden – særligt i Tyskland – er blevet betegnet som "Miraklet i Bern". Kocsis lavede i alt 11 mål i turneringen, hvilket kun siden er overgået af Just Fontaine.

## Død
Kocsis fik senere leukæmi og døde 22. juli 1979 efter et fald fra 4. sal på et hospital i Barcelona.